# Falca (música)
Als gèneres musicals populars, tals com el blues, el jazz o el rock, una falca (en anglès lick) és una melodia o "frase musical en estoc" consistent en una sèrie curta de notes emprada en improvizacions, solos, línies melòdiques i acompanyaments. És un tipus d'imitació musical.
En una Jam session de jazz, les falques poden ser tocades durant un solo improvisat, ja sigui acompanyat o no per la resta del grup. Les falques en el jazz són usualment frases curtes i originals que poden ser alterades per adapatar-les sobre els canvis en les progressions harmòniques.
Les falques al rock and roll són sovint emprades de manera que variants d'idees estoc simples es van mesclant i combinant durant els solos.

## Exemples
- The Lick
- Dies Irae